# Nicky Beloko
Nicky Stéphane Medja Beloko (* 16. Februar 2000 in Ebolowa), zu Beginn seiner Karriere auch Nicky Medja genannt, ist ein schweizerisch-kamerunischer Fussballspieler. Der Mittelfeldspieler stand zuletzt beim FC Luzern unter Vertrag und ist ehemaliger Schweizer Juniorennationalspieler.

## Werdegang
Nicky Beloko wurde in Kamerun geboren und kam als Kind in die Schweiz, wo er anschliessend aufwuchs. Er hält sowohl die Kameruner als auch die Schweizer Staatsbürgerschaft.

### Vereine
Beloko spielte in seiner Jugend in der Romandie beim FC Aigle, beim FC Vevey-Sports und beim FC Lausanne-Sport, ehe er 2015 in die Jugend des FC Sion wechselte. Ab 2016 spielte er auch in der zweiten Mannschaft des Vereins in der drittklassigen Promotion League. Als 17-Jähriger kam er für die Profimannschaft des FC Sion am 27. Oktober 2017 zu einem Einsatz in der Super League, als er bei der 5:1-Niederlage beim BSC Young Boys in der zweiten Halbzeit für Salih Uçan eingewechselt wurde. Er war damit der erste im Jahr 2000 geborene Fussballspieler, der in der Schweizer Super League zum Einsatz kam.
Im Sommer 2018 wechselte er nach Italien zum AC Florenz, bei dem er einen Fünfjahresvertrag unterschrieb. Dort spielte er hauptsächlich mit der U19 des Vereins in der Campionato Primavera 1 und gewann mit ihr 2019 die Coppa Italia Primavera. Im April 2019 debütierte Beloko zudem in der Profimannschaft in der Serie A bei der 0:1-Niederlage gegen US Sassuolo; dies blieb jedoch sein einziger Einsatz. Im August 2019 wurde Beloko für ein Jahr mit Kaufoption an den belgischen Erstligisten KAA Gent ausgeliehen. Dort konnte er sich jedoch weder in der Profimannschaft noch in der U21 durchsetzen, woraufhin die Leihe im Januar 2020 abgebrochen wurde und Beloko nach Florenz zurückkehrte. In Florenz spielte er nach seiner Rückkehr ausschliesslich in der U19, mit der er im August 2020 erneut die Coppa Italia Primavera gewinnen konnte.
In der Saison 2020/21 erhielt er bei den Violetten keinerlei Einsatzzeit, woraufhin Beloko im Februar 2021 in die Schweiz zurückkehrte und sich zunächst auf Leihbasis bis zum Ende der Saison dem Zweitligisten Neuchâtel Xamax anschloss. Bei den Neuenburgern konnte er sich als Stammspieler im Mittelfeld durchsetzen, woraufhin ihn der Verein im Sommer 2021 fest verpflichtete. Nach einer weiteren Saison bei dem Zweitligisten, in der er verletzungsbedingt jedoch einige Spiele verpasste, verpflichtete ihn im Sommer 2022 der Erstligist FC Luzern, bei dem er sich ebenfalls als Stammspieler etablieren konnte. Nach bereits mehreren überstandenen Knieverletzungen fiel er in seinem letzten Vertragsjahr dort ab Oktober 2024 für rund vier Monate längerfristig aus. Sein auslaufender Vertrag wurde im Sommer 2025 nicht verlängert, woraufhin Beloko den Verein verließ.

### Nationalmannschaften
Ab 2015 kam Beloko in mehreren Nachwuchsnationalmannschaften des SFV zum Einsatz, beginnend mit der U15-Auswahl. Später spielte er in der U18-, U19- und in der U20-Nationalmannschaft. Im März 2023 bestritt er zwei Länderspiele für die U21-Nationalmannschaft, wurde für die anschliessende U21-Europameisterschaft im Sommer 2023 von Trainer Patrick Rahmen jedoch nicht berücksichtigt.

### Erfolge
- Coppa Italia Primavera (2×): 2019, 2020 (mit AC Florenz U19)